# 任命
| ウィキペディアには「任命」という見出しの百科事典記事はありません（タイトルに「任命」を含むページの一覧/「任命」で始まるページの一覧）。 代わりにウィクショナリーのページ「任命」が役に立つかもしれません。 |